# 江鱈科
江鱈科為輻鰭魚綱鱈形目的其中一科。除了三须鳕属 的少数几个物种外，所有江鱈科物种都分布于北半球；除江鱈外，主要生活于冷温带及寒带海洋。

## 分类
江鱈科其下分6個屬，如下：

### 單鰭鱈屬（Brosme）
- 單鰭鱈（Brosme brosme）

### 五鬚岩鱈屬（Ciliata）
- 鼬五鬚岩鱈（Ciliata mustela）
- 北方五鬚岩鱈（Ciliata septentrionalis）
- 張氏五鬚岩鱈（Ciliata tchangi）

### 岩鱈屬（Enchelyopus）
- 四鬚岩鱈（Enchelyopus cimbrius）

### 三鬚鱈屬（Gaidropsarus）
- 銀三鬚鱈（Gaidropsarus argentatus）
- 岩三鬚鱈（Gaidropsarus biscayensis）：又稱大齒三鬚岩鱈。
- 南非三鬚鱈（Gaidropsarus capensis）
- 劍狀三鬚鱈（Gaidropsarus ensis）
- 格氏三鬚鱈（Gaidropsarus granti）
- 斑三鬚鱈（Gaidropsarus guttatus）
- 長鰭三鬚鱈（Gaidropsarus insularum）
- 大眼三鬚鱈（Gaidropsarus macrophthalmus）
- 地中海三鬚鱈（Gaidropsarus mediterraneus）
- 新西蘭三鬚鱈（Gaidropsarus novaezealandiae）
- 太平洋三鬚鱈（Gaidropsarus pacificus）：又稱太平洋三须岩鳕。
- 帕氏三鬚鱈（Gaidropsarus pakhorukovi）
- 巴氏三鬚鱈（Gaidropsarus parini）
- 短鰭三鬚鱈（Gaidropsarus vulgaris）

### 江鱈屬（Lota）
- 江鱈（Lota lota）

### 魣鱈屬（Molva）
- 藍魣鱈（Molva dypterygius）
- 大眼魣鱈（Molva macrophthalma）
- 魣鱈（Molva molva）